# Сатхоф, Пим
Пим Сатхоф (нидерл. Pim Saathof; род. 28 декабря 2003, Нейвердал, Оверэйссел) — нидерландский футболист, защитник клуба «Гоу Эхед Иглз».

## Клубная карьера
Сатхоф — воспитанник клуба «Гоу Эхед Иглз». 7 августа 2022 года в матче против АЗ он дебютировал в Эредивизи. 